# Anwar Al-Sadad

Anwar Al-Sadad (Tiếng Ả Rập: محمد أنور السادات Muḥammad Anwar as-Sādāt; sinh ngày 25 tháng 12 năm 1918, mất ngày 6 tháng 10 năm 1981) là Tổng thống thứ 3 trong lịch sử Ai Cập, tại nhiệm từ ngày 15 tháng 10 năm 1970 cho đến khi bị ám sát bởi các phần tử tôn giáo cực đoan ngày 6 tháng 10 năm 1981. Ông từng là một thành viên chủ chốt của Phong trào quân nhân tự do từng lật đổ nền quân chủ của nhà Muhammad Ali trong cuộc Cách mạng Ai Cập năm 1952, và là người thân tín của Tổng thống Gamal Abdel Nasser, người mà ông lên kế vị năm 1970.
Trong 11 năm ngồi ghế Tổng thống, Al-Sadad đã thay đổi chính sách của Ai Cập, từ bỏ một vài nguyên tắc chính trị và kinh tế theo chủ nghĩa Nasser (thân XHCN) bằng cách tái lập hệ thống đa đảng và phát động cuộc cải cách Infitah (kêu gọi đầu tư vào Ai Cập). Vai trò lãnh đạo của Al-Sadad trong cuộc chiến tháng 10 năm 1973 đã biến ông thành một người hùng tại Ai Cập, và thậm chí trong cả thế giới Ả Rập.
Al-Sadad được trao giải Nobel Hòa bình nhờ vai trò tích cực trong việc ký kết Hiệp ước Trại David năm 1978, dẫn đến Hiệp định Hòa bình Ai Cập-Israel 1 năm sau. Tuy nhiên, cuộc đàm phán của Al-Sadad với phía Israel và Hiệp định Hòa bình Ai Cập-Israel lại không nhận được sự đồng tình của người Ả Rập, dẫn đến việc Ai Cập bị Liên đoàn Ả Rập tước quyền thành viên một thời gian đến năm 1989. Đồng thời, nó cũng dẫn đến việc chính bản thân ông bị ám sát vào 2 năm sau đó, vào ngày 6 tháng 10 năm 1981

## Tiểu sử
Anwar Al Sadat sinh ngày 25 tháng 12 năm 1918 ở Mit Abu al-Kum, al-Minufiyah, Ai Cập trong một gia đình nghèo với 13 người con. Cha ông là người Ai Cập, và mẹ ông là người Sudan. Thời niên thiếu, Al 
Sadat tôn sùng và chịu ảnh hưởng của 4 người. Đầu tiên là Zahran, người anh hùng chống ách thống trị của Anh trong cuộc nổi dậy nông dân Ai Cập. Người thứ hai là Mustafa Kemal Atatürk, nhà lãnh đạo của Thổ Nhĩ Kỳ, người đã xóa bỏ được ảnh hưởng của nước ngoài và thực thi nhiều cải cách xã hội. Ngoài ra, Al Sadat còn thần tượng cả Mahatma Gandhi, và... quân đội phát xít của Hitler, vì lực lượng này đã nhanh chóng trở thành một mối đe dọa chiến lược với nước Anh.
Al Sadat tốt nghiệp Học viện quân sự Hoàng gia Cairo năm 1938. Tại đây, ông đã gặp Gamal Abdel Nasser, và cùng một vài sĩ quan trẻ khác bí mật thành lập Phong trào quân nhân tự do nhằm giải phóng Ai Cập khỏi ách thống trị của người Anh và sự cai trị của Vương triều nhà Muhammad Ali.
Trong Chiến tranh thế giới thứ 2, ông bị người Anh bắt giữ khi tìm cách cầu cứu sự giúp đỡ của Phe Trục hòng hất cẳng quân đội Anh. Cùng với các đồng đội trong Phong trào quân nhân tự do, Al Sadat tham gia lực lượng quân sự sau đó đã tạo nên Cuộc cách mạng Ai Cập năm 1952, lật đổ Vua Farouk I vào ngày 23 tháng 7 cùng năm. Al Sadat cũng chính là người được giao nhiệm vụ thông báo về cuộc cách mạng này cho nhân dân toàn Ai Cập trên sóng phát thanh.

## Trong nhiệm kỳ Tổng thống của Nasser
Trong nhiệm kỳ Tổng thống của Gamal Abdel Nasser, Al Sadat được bổ nhiệm làm Bộ trưởng Ngoại giao năm 1954. Năm 1959, ông giữ chức Thư ký Quốc hội. Al Sadat sau đó trở thành Chủ tịch Quốc hội (1960–1968) rồi Phó Tổng thống kiêm thành viên Hội đồng Tổng thống năm 1964. Ông được tái bổ nhiệm làm Phó Tổng thống vào tháng 12 năm 1969.

## Thời kỳ nắm quyền Tổng thống

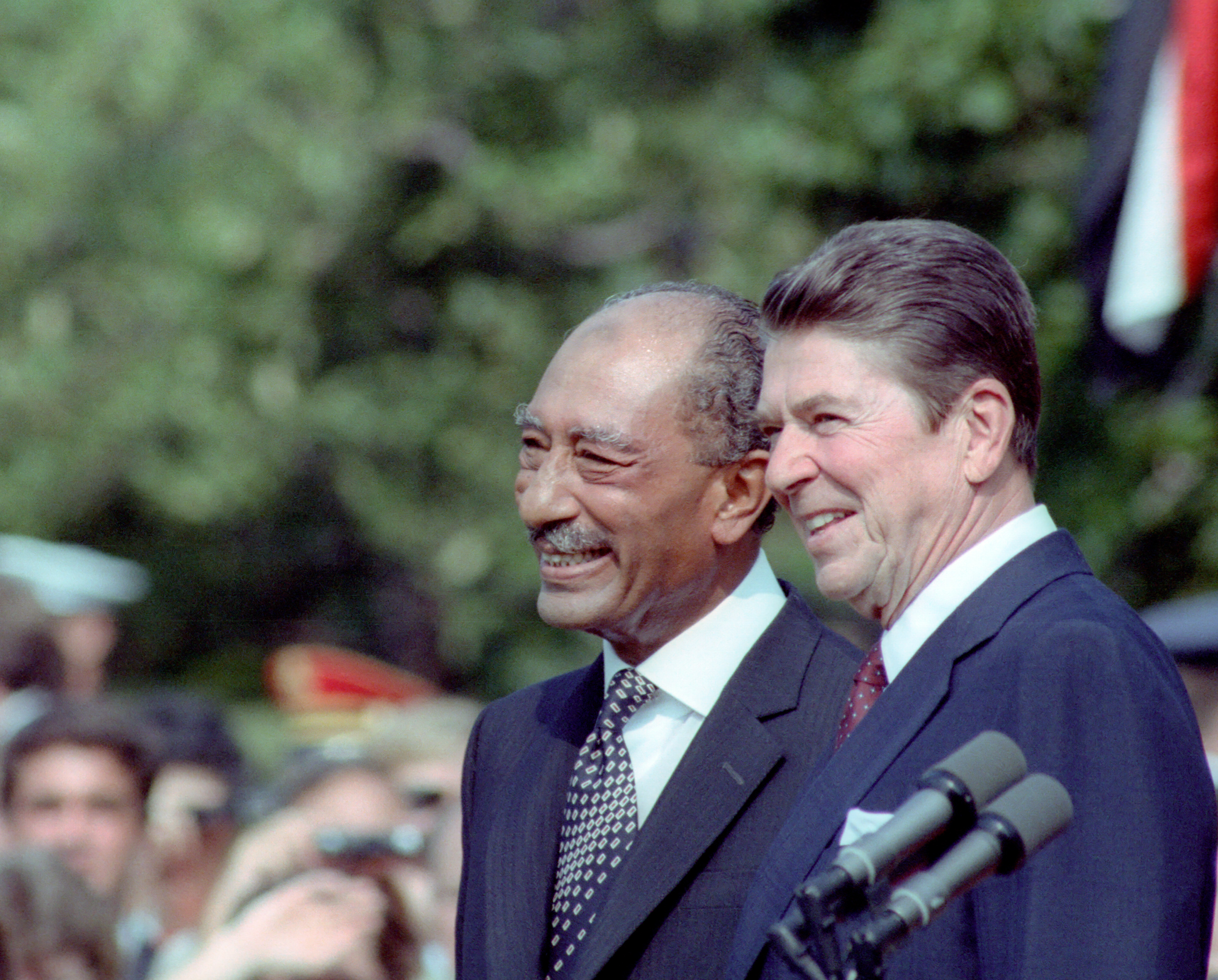
Al Sadat và Tổng thống Mỹ Ronald Reagan năm 1981

Sau cái chết của Nasser năm 1970, Al Sadat tiếp quản chức vụ Tổng thống, nhưng người ta cho rằng nhiệm kỳ của ông sẽ sớm kết thúc. Nguyên nhân là nhiều người vẫn coi ông như "con rối" của vị cựu Tổng thống, và những người ủng hộ Nasser trong Chính phủ vẫn nghĩ có thể dễ dàng điều khiển Al Sadat. Tuy nhiên, Al Sadat đã khiến tất cả bất ngờ bằng những động thái chính trị kiên quyết và tự chủ. Sau khi nắm quyền, Al Sadat đã khởi xướng Cuộc cách mạng sửa đổi, thanh lọc Chính quyền, các định chế chính trị và an ninh từng được thiết lập dưới thời Nasser.
Năm 1971, tức 3 năm sau Cuộc chiến tiêu hao ở vùng kênh đào Suez, Al Sadat viết kèm một bức thư trong đề xuất gửi tới nhà đàm phán hòa bình Gunnar Jarring của Liên Hợp Quốc, đề nghị ngừng chiến với Israel, với điều kiện quân đội nước này rút khỏi vùng chiếm đóng. Tuy nhiên, sáng kiến hòa bình này đã thất bại do cả Israel và Mỹ từ chối ngồi vào bàn đàm phán.
Al Sadat có lẽ đã nhận thức được rằng việc Israel từ chối đàm phán bắt nguồn từ việc họ nhận ra sức mạnh quân sự của Ai Cập đã yếu đi sau Chiến tranh 6 ngày năm 1967. Ngoài ra, Israel cũng đã nhận ra mối đe dọa lớn nhất từ Ai Cập xuất phát từ khí tài và nhân lực Liên Xô. Đó là lý do khiến Al Sadat quyết định trục xuất các cố vấn Liên Xô về nước và cải tổ lại lực lượng quân sự nhằm đối đầu với Israel. Thời gian này, Ai Cập cũng đang phải gánh hậu quả nặng nề về kinh tế sau Cuộc chiến 6 ngày, và quan hệ với Liên Xô cũng xấu đi trông thấy sau khi Al Sadat khước từ sự giúp đỡ về quân sự.

### Cuộc chiến tháng 10 năm 1973
Ngày 6 tháng 10 năm 1973, cùng với Tổng thống Hafez al-Assad của Syria, Al Sadat phát động Chiến tranh Yom Kippur, còn được biết đến như Cuộc chiến tháng 10 hay Cuộc chiến Ramadan, một cuộc tập kích bất ngờ vào lực lượng Israel đóng ở bán đảo Sinai thuộc Ai Cập và cao nguyên Golan thuộc Syria nhằm giành lại phần lãnh thổ bị Israel chiếm 6 năm trước. Màn tấn công của người Ai Cập và Syria trong giai đoạn đầu của cuộc chiến (Chiến dịch Badr, hay Chữ Thập) khiến cả Israel và thế giới Ả Rập sửng sốt. Chiến công đáng kể nhất của quân đội Ai Cập là tiến sâu tới 15 km vào phần lãnh thổ bị chiếm đảo ở bán đảo Sinai và phá hủy gần như toàn bộ phòng tuyến Bar Lev, phòng tuyến tưởng như không thể công phá của Israel.
Sau đó, 3 đơn vị quân đội Israel (IDF) do Tướng Ariel Sharon chỉ huy đã vượt kênh đào Suez, cố gắng bao vây quân Ai Cập nhưng thất bại. Nhờ thỏa thuận giữa Mỹ và các đồng minh Xô Viết của Ai Cập, Hội đồng Bảo an Liên Hợp Quốc liền thông qua Nghị quyết 338 ngày 22 tháng 10 năm 1973, kêu gọi hai bên ngừng bắn. Mặc dù vậy, lệnh ngừng bắn lập tức bị vi phạm dù người ta chưa xác định bên nào chủ động. IDF sau đó vẫn tiếp tục bao vây quân đội Ai Cập, và hoàn thành vào ngày 25 tháng 10, đúng 3 ngày sau lệnh ngừng bắn.

## Bị ám sát
Ngày 6 tháng 10 năm 1981, Al Sadat đã bị ám sát trong lễ duyệt binh hằng năm tại Cairo, kỷ niệm ngày Ai Cập vượt kênh đào Suez. Cùng với Al Sadat, 11 người khác cũng bị thiệt mạng, gồm cả đại sứ Cuba, một vị tướng Oman, và một giám mục dòng Chính thống Cóp-tic. 28 người bị thương, gồm cả Phó Tổng thống Hosni Mubarak, Bộ trưởng Quốc phòng Ireland James Tully, và 4 sĩ quan liên lạc của quân đội Mỹ.
Thủ lĩnh nhóm ám sát là Đại úy Khalid Islambouli, hành động theo lệnh của trùm khủng bố Omar Abdel-Rahman. Islambouli sau đó bị đưa ra tòa, tuyên án từ hình và bị hành quyết vào tháng 4 năm 1982.

## Gia đình
Al Sadat có 2 đời vợ. Ông kết hôn lần đầu với Ehsan Madi khi 22 tuổi, và ly dị vài năm sau, chỉ 17 ngày sau khi người con gái thứ ba của họ, Camelia chào đời. Sau đó ông lấy Jehan Raouf (Jehan Sadat), người lúc đó mới 15 tuổi 9 tháng, vào ngày 29 tháng 5 năm 1949. Họ có một người con trai, Gamal, và 3 cô con gái: Lobna, Noha and Jehan (được đặt theo tên mẹ). Chính Gamal là người đã thay mặt cha mình nhận Huân chương Tự do Tổng thống năm 1984 từ tay Tổng thống Mỹ, Ronald Reagan. Còn bà Jehan Sadat từng được trao giải Pearl S. Buck năm 2001.
Cuốn tự truyện của Anwar Al Sadat với nhan đề "In Search of Identity", được xuất bản tại Mỹ năm 1977. Hiện bà Sadat đang là một học giả tại Đại học Maryland. Một người cháu của ông, Talaat Sadat, từng bị tống giam hồi tháng 10 năm 2006 vì quân đội Ai Cập buộc tội đồng lõa trong vụ ám sát bác mình.